# Fredrik Dahl
Fredrik August Dahl, ofta F.A. Dahl, född 23 mars 1818 i Göteborg, död 29 november 1890 i Kristiania, var en svensk-norsk agronom. Han var son till Jacob Dahl (1770–1819), godsägare, bruksägare och köpman i Göteborg, och Anna Hedvig Brink (1784-1872), som fick sammanlagt 12 barn. Han var bror till kyrkoherden Gustav Leonard Dahl och farbror till arkitekten Gustaf Dahl.
Dahl genomgick 1836-38 Degebergs lantbruksinstitut, var därefter förvaltare på några större egendomar i Skåne och utnämndes 1847 till lärare i praktiskt lantbruk vid Ultuna lantbruksinstitut, vilket 1848 började sin verksamhet. År 1858 blev han direktör för den då under bildning varande högre lantbruksskolan på Ås i Norge, i vilken befattning han kvarstod till 1880. Samtidigt med Johan Gustaf Swartz utarbetade han den sedermera berömda isvattenbehandlingen av mjölk. Han författade Om åkerjordens afdikning (1853; tredje upplagan 1863) och en del smärre skrifter samt utgav 1874-83 "Tidsskrift for landmænd".